# 多夏托耶
多夏托耶（羅馬化：Doschatoye）是俄罗斯下诺夫哥罗德州的市级镇，属州辖市维克萨市，地处下诺夫哥罗德州西南部，位于伏尔加河流域奥卡河畔，在维克萨西北、州府下诺夫哥罗德西南方，西北与弗拉基米尔州隔河相望。
该地2021年人口有5,057人；2010年人口5,217；2002年人口5,090；1989年人口5,066。